# قصيدة الرومانس

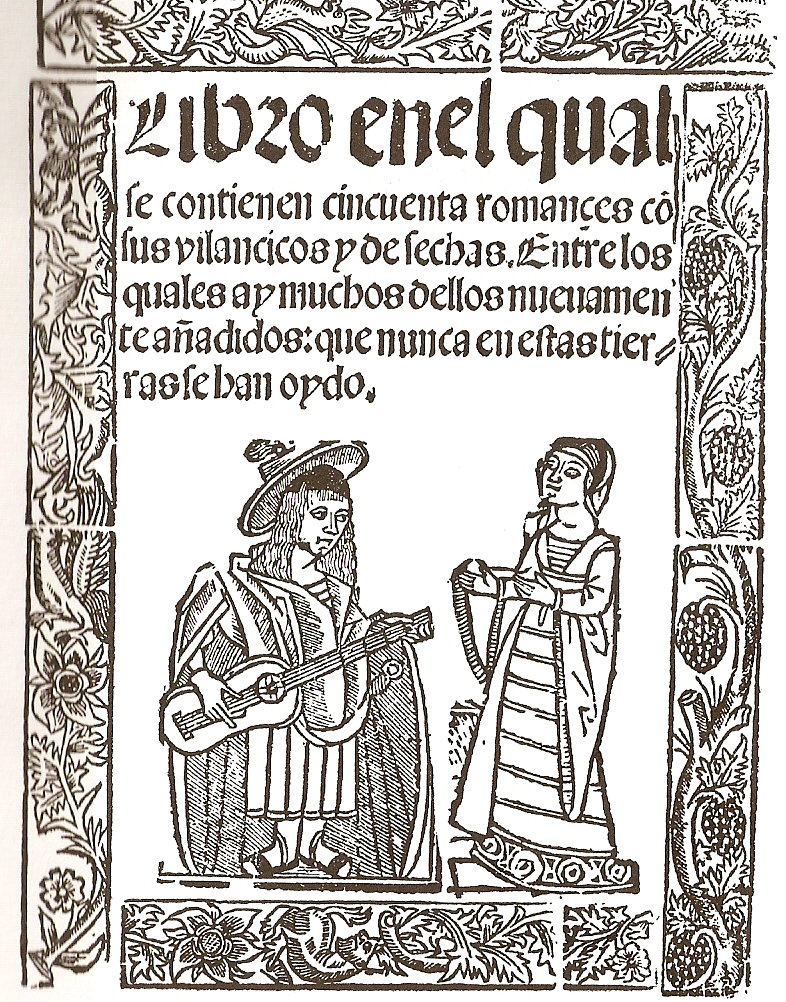

قصيدة الرومانس أو الرومانس (بالإسبانية: Romance)‏ هو نوع من أنواع الشعر الذي يعود إرثه الأدبي إلى إسبانيا وشبه الجزيرة الإيبيرية. وتتألف هذه القصيدة من تراكيب عروضية وألفاظ متجانسة، ولا يجب الخلط بينها وبين جنس أدبي سردي يحمل الاسم ذاته. والرومانس هي قصائد بدأت مشافهة، ثم انتشر نظمها في القرن الخامس عشر. أطلق على المجموعات التي جمعت فيها هذه القصائد دواوين الرومانس، وهذه القصائد هي بالإجمال قصائد سردية تتنوع مواضيعها حسب الذوق العام السائد في مرحلة ما أو مكان ما. كانت هذه القصائد تُنشد شعراً أو تُغنّى، وكان الغناء يُدمج بالنشيد أحياناً أخرى.

## الأصل
وضعت ثلاث نظريات حول نشأة قصائد الرومانس، وهما: «النظرية التقليدية» التي وضعها غاستون باريس (Gaston Paris) و«النظرية الفردية» التي جاء بها جوسيف بيدر (Joseph Bédier). وفي محاولة للجمع بين هاتين النظريتين ابتكر رامون مننديث بيدال (Ramón Menéndez Pidal) نظرية أخرى تدعى «التقليدية الجديدة».

### النظرية التقليدية
طرحت هذه النظرية فرضية تقول إن الرومانس يعود في أصوله إلى أجزاء من نشيد المآثر والحرب (Cantar de gesta) التي كانت تتكون من ألاف الأبيات، فكان المنشد أو الحكواتي المتجول يقتطع منها أجمل الأبيات ويتنقل لغنائها من قرية لأخرى، فيسهل على الجمهور حفظها. ويقوم الجمهور فيما بعد بإعادة الأجزاء التي نالت إعجابهم واستحسانهم. وهكذا أصبحت تُغنّى على شكل قصائد مستقلة، وشكلت قصص تقليدية تحكي عن حياة خاصة ومستقلة.
ويمكن توضيح التقسيم العروضي للرومانس من خلال ملاحم العصور الوسطى الإسبانية المعروفة بنشيد المآثر، والتي كانت تفعيلتها النمطية الإسكندرية أو المقاطع الأربعة عشر ثم أصبحت ستة عشر مقسمة إلى نصفين كل من ثمانية مقاطع، تفصلها وقفة قوية. وتختلف دواوين الرومانس التقليدية أو القديمة عن الجديدة في أن القديمة كنت ترتب أبيات الشعر بصورة مقاربة من الترتيب في أناشيد المآثر، بينما في الجديدة فتجمعها في أربعة أبيات شعر متتابعة.

### النظرية الفردية
رفض باحثون آخرون مثل داريو بالاثيوس (Dario Pálacios) النظرية التقليدية، وتبنوا نظرية جديدة أسموها «النظرية الفردية». ويعتقدون أن أصل هذه القصائد الملحمية انبثق عن «صنعة رجال الدين» (Master de clerecia)، لأن رجل الدين هو من كان يحوز الثقافة، وليس من الضروري أن يكون تابعاً لكنيسة ما. ونظراً لثقافة رجال الدين فقد اطلعوا على الوقائع والأحداث التاريخية وأعادوا كتابتها فيما بعد. ويشير أصحاب النظرية الفردية إلى أن هذه القصائد الملحمية لم يعرفها كل رجال الدين، وإنما هي نتاج مجموعة منهم اختصت بكتابة القصائد الملحمية، وارتبطت بعلاقة مع الدير وكان الهدف من كتابة هذه القصائد هو الترويج للكنيسة، لذا لم يترددوا لتحقيق هذا الهدف من أن يستخدموا المنشدين المتجولين كوسيلة لنشر الثقافة (والترويج لأديرتهم ولبعض النماذج الثقافية آنذاك كأبطال ملحميين أو لآثار مباركة لبعض قديس القديسين).
وبحسب نظرية القصائد المغناة التي انتشرت مؤخرآ من خلال أعمال الباحث كولين سميث (Colin Smith)، فيرى فيها أن ظهور الرومانس كان قبل أناشيد المآثر التي كان يغنيها المنشدون المتجولون في المدن والقرى، وظهرت الأناشيد الملحمية بعد أن قام أحد المنشدين بجمع الرومانسيات القصيرة وتنقيحها وإعادة تقديمها أمام الجمهور.

### النظرية التقليدية الجديدة
وترى أن الرومانس ظهرت باقتطاع فقرات من ملاحم العصور الوسطى الطويلة (مثل أنشودة السيد وسياج زامورا)، ولم ينشدها المنشدون المتجولون فقط في قصور الأرستقراطيين بل وفي ساحات القرى والمدن وأمام الشعب، حيث كان الشعب يستمع للشعر الذي يكرر أبياته المنشد، فكان يحفظها عن ظهر قلب ويعيد غناء ما استحسن منها. وانتقلت الأبيات المنتقاة من الآباء إلى الأبناء، ومزج بعضهم بينها فخرجت قصيدة واحدة، وأحدثوا تطويراً على أشكالها وعلى نهاياتها.

## المواضيع
التصنيف السائد لمواضيع الرومانس هو:
- قصائد الرومانس التاريخية: ذات مواضيع تاريخية وأسطورية متعلقة بالتاريخ الوطني مثل برناردو ديل كاربيو... الخ.
- قصائد الرومانس الشارلمانية: وترتكز على أناشيد المآثر الفرنسية: معارك معركة ممر رونسفال، شارلمان... الخ.
- قصائد الرومانس الحدودية: تروي أحداث ومواجهات وحروب وقعت على الحدود مع العرب المسلمين أثناء حرب الاسترداد.
- قصائد الرومانس الروائية: تتنوع فيها المواضيع بكثرة وهي مستوحاه من الفلكلور الإسباني والأسيوي.
- قصائد الرومانس الغنائية: تكمُن في الخيال الحر والذوق الشخصي وقد أشار مينينذيث بيدال (Menendez Pidal) إلى الصفات الذاتية والعاطفية التي تحتل مكان ععد من التفاصيل الدرامية ذات أهمية ضئيلة في ملاحم المنشدين المتجولين، وتزال فيها عناصر السرد الثانوية، بينما يركز الرومانس على السياق وعلى الأحداث العاجلة، ويعبر الشاعر المجهول من خلالها عن مشاعر الحب، ويفضل موضوعات الفولكلور والشخصيات الأسطورية والأحداث الخيالية.
- قصائد الرومانس الملحمية: تروي مآثر وبطولات الأبطال التاريخيين.
- قصائد الرومانس العامية أو قصائد العميان: تروي قصص إثارة، أو جرائم المراوغين، أو مآثر الوسيمين أو قطّاع الطرق مثل (سباعية فرانسيسكو استبان)، أوالمعجزات وغيرها.